# Jānis Daliņš
Jānis Daliņš   (Valmiera, 5 de novembre de 1904 - Melbourne, 11 de juny de 1978) va ser un atleta letó, especialista en marxa, que va competir durant les dècades de 1920 i 1930.
Fou el primer esportista letó en guanyar una medalla en uns Jocs Olímpics d'Estiu, la medalla de plata en la prova dels 50 km marxa als Jocs de Los Angeles de 1932, rere l'anglès Tommy Green. Quatre anys més tard, als Jocs de Berlín, hagué d'abandonar en la mateixa prova.
En el seu palmarès també destaca una medalla d'or en els 50 km marxa del Campionat d'Europa d'atletisme de 1934.
Amb l'ocupació soviètica de Letònia fugí amb la família fina a Austràlia, on arribà el 1949 i on acabà morint el 1978.

## Millors marques
- 50 km marxa. 4h 37' 50" (1939)[1][3]